# Sladenia
Sladenia là một chi thực vật có hoa trong họ Sladeniaceae.

## Loài
Chi Sladenia gồm các loài: